# Банкноты Израиля
Список банкнот Государства Израиль составлен по официальным материалам Банка Израиля.
Официальными денежными единицами в разные годы служили в Израиле палестинский фунт и миль Англо-Палестинского банка (APC), израильский фунт (лира) и прута́ Национального банка и Банка Израиля, шекель и новый шекель. В статье представлены все серии выпущенных в обращение банкнот, начиная с 1948 года. До этого года не существовало Государства Израиль, соответственно, банкноты не выпускались. Банкноты расположены в порядке выпуска соответствующих серий и по номиналу с возрастанием.

## Предыстория
Денежные знаки представляют собой не только средство платежа, они также являются символом суверенитета государства. После принятия Генеральной Ассамблеей ООН (ГА ООН) 29 ноября 1947 года плана по разделу Палестины провозглашение независимости нового государства было лишь делом времени. Одним из вопросов, стоявших на повестке дня перед руководителями ишува, было создание своей собственной валюты. Как следует назвать это государство, ещё не было решено, и имелись сомнения относительно того, что будет напечатано на банкнотах.
К моменту образования в 1948 году Государства Израиль у него не было центрального банка. Эти функции выполнял Англо-Палестинский банк Еврейского национального агентства. С 1927 года на территории Палестины имела хождение валюта, оставшаяся со времён британского мандата, — палестинский фунт, выпускавшийся Валютным советом Палестины, делившийся на 1000 милей и равный по стоимости английскому фунту стерлингов. До 1927 года на территории Палестины использовался египетский фунт.
Из-за отсутствия необходимых технических знаний и подходящего оборудования эти банкноты не могли быть напечатаны на месте, да и срок британского мандата на тот момент ещё не истёк. В то же время было ясно, что ни одна известная иностранная фирма не станет печатать деньги для несуществующего государства.

## Палестинский фунтимильАнгло-Палестинского банка (1948)
После значительных усилий к началу 1948 года удалось убедить Американскую банкнотную компанию из Нью-Йорка напечатать нужные банкноты. Чтобы обойти необходимость утверждения Государственным департаментом печати банкнот для иностранного государства, было решено ничего не говорить о них как о законном платёжном средстве. Обязательная декларация, имеющаяся на любой современной банкноте, — «Legal tender for payment of any amount» («Законное платёжное средство для оплаты любой суммы») — была впоследствии добавлена надпечаткой. Кроме того, компания поставила обязательное условие: её название на банкнотах напечатано не будет.
Все переговоры с Американской банкнотной компанией по поводу новой валюты вели представители Англо-Палестинского банка. Было решено, что дизайн банкнот будет основан на различных комбинациях готовых клише, имевшихся на складе компании, причём некоторые из них уже были ранее использованы при печати банкнот для Китая. Когда банкноты были заказаны, никто ещё не знал, как будет названо новое государство, не говоря уже об имени собственной валюты. Поэтому было решено напечатать на банкнотах — «палестинский фунт» на английском, как и было ранее на валюте времён мандата, и «лира земли израильской» на иврите.
Лира (ивр. לירה‎) — наименование денежной единицы на иврите, фунт — принятое в российской справочной литературе. Pound — наименование всех выпусков израильских банкнот до шекеля в англоязычной версии сайта Банка Израиля. Иными словами, израильский фунт и израильская лира — два равноправных наименования одной и той же денежной единицы.
Миль был принят 1⁄1000 основной денежной единицы.
Банкноты доставили в Израиль тайно в июле 1948 года, а уже 17 августа правительство приняло закон, объявляющий банкноты Англо-Палестинского банка законным платёжным средством, и они были выпущены в обращение на следующий день.
| Изображение | Номинал   | Размеры (мм) | Основные цвета    | Дизайн | Выпущена   | Изъята     |
| ----------- | --------- | ------------ | ----------------- | --- | ---------- | ---------- |
|             | 500 милей | 148×72       | Серо-розовый      | Аверс: Виньетка; текст «500 милей» и «Англо-Палестинский банк» на иврите и английском языке. Реверс: Виньетка; текст «500 милей» и «Англо-Палестинский банк» на арабском и английском языках. Цвет нумерации: Красный. Подписи: Зигфрид Хафейн, Аарон Барт. Дизайн: American Banknote Co., New York.                                                                                | 18.08.1948 | 23.06.1952 |
|             | 1 фунт    | 100×75       | Сине-зелёный      | Аверс: Виньетка; номинал «1 палестинский фунт» на английском и «одна лира земли израильской» на иврите; «Англо-Палестинский банк» на иврите и английском языке. Реверс: Виньетка; номинал «1 палестинский фунт» и «Англо-Палестинский банк» на арабском и английском языках. Цвет нумерации: Красный. Подписи: Зигфрид Хафейн, Аарон Барт. Дизайн: American Banknote Co., New York. | 18.08.1948 | 23.06.1952 |
|             | 5 фунтов  | 105×68       | Коричнево-красный | Аверс: Виньетка; номинал «5 палестинских фунтов» и «пять лир земли израильской» на иврите; «Англо-Палестинский банк» на иврите и английском языке. Реверс: Виньетка; номинал «5 палестинских фунтов» и «Англо-Палестинский банк» на арабском и английском языках. Цвет нумерации: Чёрный. Подписи: Зигфрид Хафейн, Аарон Барт. Дизайн: American Banknote Co., New York.             | 18.08.1948 | 23.06.1952 |
|             | 10 фунтов | 150×80       | Розовый           | Аверс: Виньетка; номинал «10 палестинских фунтов» и «десять лир земли израильской» на иврите; «Англо-Палестинский банк» на иврите и английском языке. Реверс: Виньетка; номинал «10 палестинских фунтов» и «Англо-Палестинский банк» на арабском и английском языках. Цвет нумерации: Чёрный. Подписи: Зигфрид Хафейн, Аарон Барт. Дизайн: American Banknote Co., New York.         | 18.08.1948 | 23.06.1952 |
|             | 50 фунтов | 159×84       | Фиолетовый        | Аверс: Виньетка; номинал «50 палестинских фунтов» и «пятьдесят лир земли израильской» на иврите; «Англо-Палестинский банк» на иврите и английском языке. Реверс: Виньетка; номинал «50 палестинских фунтов» и «Англо-Палестинский банк» на арабском и английском языках. Цвет нумерации: Красный. Подписи: Зигмунд Хофейн, Аарон Барт. Дизайн: American Banknote Co., New York.     | 18.08.1948 | 23.06.1952 |

## Израильская лираипрутаНационального банка Израиля (1952)
1 мая 1951 года Англо-Палестинский банк перевёл свои активы и обязательства в Национальный банк Израиля (ивр. בנק לאומי לישראל‎; англ. Bank Leumi Le-Israel), в связи с чем появилась необходимость в выпуске новой серии банкнот.
В 1952 году Национальный банк Израиля выпустил денежную серию, в которой слова «лира земли израильской» (ивр. לירה ארץ ישראלית‎) были заменены на «израильская лира» (ивр. לירה ישראלית‎), а название 1⁄1000 лиры — с «миль» на «прута́» (соответственно ивр. מיל‎ и ивр. פרוטה‎), что можно перевести как «мелочь, мелкая часть». Банкноты были почти идентичны серии Англо-Палестинского банка, но цвет и размеры некоторых из них были иными.
| Изображение | Номинал  | Размеры (мм) | Основные цвета                     | Дизайн | Выпущена   | Изъята     |
| ----------- | -------- | ------------ | ---------------------------------- | --- | ---------- | ---------- |
|             | 500 прут | 148×72       | Оливково-зелёный на светло-голубом | Аверс: Виньетка; номинал «500 прут» и «Национальный банк Израиля» на иврите. Реверс: Виньетка; номинал «500 прут» и «Национальный банк Израиля» на арабском и английском языках. Цвет нумерации: Красный. Подписи: Зигфрид Хафейн, Аарон Барт. Дизайн: American Banknote Co., New York.                        | 09.06.1952 | 07.02.1961 |
|             | 1 лира   | 150×75       | Зелёный на розовом                 | Аверс: Виньетка; номинал «1 израильская лира» и «Национальный банк Израиля» на иврите. Реверс: Виньетка; номинал «1 израильский фунт» и «Национальный банк Израиля» на арабском и английском языках. Цвет нумерации: Чёрный. Подписи: Зигфрид Хафейн, Аарон Барт. Дизайн: American Banknote Co., New York.     | 09.06.1952 | 07.02.1961 |
|             | 5 лир    | 155×80       | Красно-коричневый                  | Аверс: Виньетка; номинал «5 израильских лир» и «Национальный банк Израиля» на иврите. Реверс: Виньетка; номинал «5 израильских фунтов» и «Национальный банк Израиля» на арабском и английском языках. Цвет нумерации: Чёрный. Подписи: Зигфрид Хафейн, Аарон Барт. Дизайн: American Banknote Co., New York.    | 09.06.1952 | 07.02.1961 |
|             | 10 лир   | 155×80       | Серо-розовый                       | Аверс: Виньетка; номинал «10 израильских лир» и «Национальный банк Израиля» на иврите. Реверс: Виньетка; номинал «10 израильских фунтов» и «Национальный банк Израиля» на арабском и английском языках. Цвет нумерации: Красный. Подписи: Зигфрид Хафейн, Аарон Барт. Дизайн: American Banknote Co., New York. | 09.06.1952 | 07.02.1961 |
|             | 50 лир   | 160×85       | Коричнево-зелёный                  | Аверс: Виньетка; номинал «50 израильских лир» и «Национальный банк Израиля» на иврите. Реверс: Виньетка; номинал «50 израильских фунтов» и «Национальный банк Израиля» на арабском и английском языках. Цвет нумерации: красный. Подписи: Зигфрид Хафейн, Аарон Барт. Дизайн: American Banknote Co., New York. | 09.06.1952 | 07.02.1961 |

## Банкноты Банка Израиля
1 декабря 1954 года был основан Банк Израиля, и одной из его обязанностей были введение в обращение местной валюты и пополнение фонда банкнот.

### Израильская лираипрута. Первый выпуск (1955)
По инициативе первого председателя банка Дэвида Горовица в 1955 году вошла в обращение первая выпущенная Банком Израиля денежная серия. Дизайн выполнила фирма Thomas de la Rue and Co из Лондона. Было решено изобразить на банкнотах израильские ландшафты. Четыре номинала банкнот были постепенно введены в обращение в августе — октябре 1955 года, а пятый — лишь в 1957 году.
| Изображение | Номинал  | Размеры (мм) | Основные цвета | Дизайн | Выпущена   | Изъята     |
| ----------- | -------- | ------------ | -------------- | --- | ---------- | ---------- |
|             | 500 прут | 130×72       | Красный        | Аверс: Развалины старинной синагоги в деревне Барам (Верхняя Галилея), два цикламена, текст «500 прут» и «Банк Израиля» на иврите. Реверс: Абстрактный графический узор, текст «500 прут» и «Банк Израиля» на арабском и английском языках. Цвет нумерации: Чёрный. Водяные знаки: Семисвечник менора (символ Израиля), цикламены. Подписи: Председатель банка Д. Горовиц, председатель Консультативного совета З. Хафейн. Э Дизайн: Thomas de la Rue and Co., London.         | 04.08.1955 | 31.03.1984 |
|             | 1 лира   | 135×72       | Синий          | Аверс: Вид Верхней Галилеи, три анемона, текст «1 израильская лира» и «Банк Израиля» на иврите. Реверс: Абстрактный графический узор, номинал «1» и «Банк Израиля» на арабском и английском языках. Цвет нумерации: Чёрный. Водяные знаки: Семисвечник менора (символ Израиля), анемоны. Подписи: Председатель банка Д. Горовиц, председатель Консультативного совета З. Хафейн. Дизайн: Thomas de la Rue and Co., London.                                                     | 27.10.1955 | 31.03.1984 |
|             | 5 лир    | 140×78       | Коричневый     | Аверс: Вид Негева, сельскохозяйственная техника, три ириса, текст «5 израильских лир» и «Банк Израиля» на иврите. Реверс: Абстрактный графический узор, номинал «5» и «Банк Израиля» на арабском и английском языках. Цвет нумерации: Чёрный. Водяные знаки: Семисвечник менора (символ Израиля), ирисы. Подписи: Председатель банка Д. Горовиц, председатель Консультативного совета З. Хафейн. Дизайн: Thomas de la Rue and Co., London.                                     | 27.10.1955 | 31.03.1984 |
|             | 10 лир   | 150×82       | Зелёный        | Аверс: Вид Изреельской долины, возделанные поля, два тюльпана, текст «10 израильских лир» и «Банк Израиля» на иврите. Реверс: Абстрактный графический узор, номинал «10» и «Банк Израиля» на арабском и английском языках. Цвет нумерации: Чёрный. Красный (с июня 1958 года). Водяные знаки: Семисвечник менора (символ Израиля), тюльпаны. Подписи: Председатель банка Д. Горовиц, председатель Консультативного совета З. Хафейн. Дизайн: Thomas de la Rue and Co., London. | 04.08.1955 | 31.03.1984 |
|             | 50 лир   | 160×87       | Синий          | Аверс: Вид дороги на Иерусалим, три цветка олеандра, текст «50 израильских лир» и «Банк Израиля» на иврите. Реверс: Абстрактный графический узор, номинал «50» и «Банк Израиля» на арабском и английском языках. Цвет нумерации: Чёрный. Красный (с мая 1960 года) Водяные знаки: Семисвечник менора (символ Израиля), олеандры. Подписи: Председатель банка Д. Горовиц, председатель Консультативного совета З. Хафейн. Дизайн: Thomas de la Rue and Co., London.             | 19.09.1957 | 31.03.1984 |

### Израильская лира. Второй выпуск (1959)
Абстрактные узоры дизайна банкнот первого выпуска не получили общественного одобрения. Под воздействием критики председатель Банка Израиля принял решение о выпуске новой серии. Был избран общественный совет, который выбрал в качестве основного мотива изображения людей, символически иллюстрирующих различные слои израильского общества (рыбак, учёный, солдат и т. д.). Эскизы выполнены израильскими художниками. Для обратной стороны банкнот было предложено использовать изображения, связанные с археологией Земли Израильской.
Размеры и цвет банкнот отличались от предыдущих серий. Банкноты печатались в нескольких государственных или контролируемых государством типографиях, а также и в типографиях ряда европейских стран.
Серия была введена в обращение в 1959—60 годах и постепенно заменила банкноты предыдущего выпуска.
Прута́ была заменена на аго́ру, и израильская лира стала делиться на 100 аго́р. Новые монеты были выпущены в обращение в 1960 году.
| Изображение | Номинал  | Размеры (мм) | Основные цвета | Дизайн | Выпущена   | Изъята     |
| ----------- | -------- | ------------ | -------------- | --- | ---------- | ---------- |
|             | 1⁄2 лиры | 130×72       | Зелёный        | Аверс: Женщина-солдат с корзиной апельсинов на фоне поля; текст «1⁄2 израильской лиры» и «Банк Израиля» на иврите. Реверс: «Гробница Синедриона» в Иерусалиме (погребальный комплекс периода Второго Храма), текст «Банк Израиля» на иврите, английском и арабском языках. Цвет нумерации: Чёрный Водяные знаки: Лицо женщины-солдата Защита от подделки: Нить в левой части банкноты. Подписи: Председатель банка Горовиц, председатель Консультативного совета Невенцель Дизайн: Братья Шамир и Яков Цим | 15.10.1959 | 31.03.1984 |
|             | 1 лира   | 135×75       | Голубой        | Аверс: Рыбак с принадлежностями для рыбной ловли на фоне залива; текст «1 израильская лира» и «Банк Израиля» на иврите. Реверс: Мозаика на полу древней синагоги в деревне Исфия в районе горной гряды Кармель, текст «Банк Израиля» на иврите, английском и арабском языках. Цвет нумерации: Чёрный. Красный (с июня 1964) Водяные знаки: Лицо рыбака Защита от подделки: Нить в левой части банкноты Подписи: Председатель банка Горовиц, председатель Консультативного совета Невенцель Дизайн: Братья Шамир и Яков Цим Примечание: В 1966 году защитная нить была перенесена в центр банкноты и был добавлен текст «Банк Израиля» кодом Морзе. Цвет нумерации этой серии — коричневый.                                                                  | 15.10.1959 | 31.03.1984 |
|             | 5 лир    | 140×78       | Коричневый     | Аверс: Рабочий с кувалдой на фоне промышленного предприятия; текст «5 израильских лир» и «Банк Израиля» на иврите. Реверс: Рыкающий лев на древней печати, найденной при археологических раскопках в районе Мегиддо, текст «Банк Израиля» на иврите, английском и арабском языках. Цвет нумерации: Чёрный. Водяные знаки: Лицо рабочего. Защита от подделки: Нить в левой части банкноты. Подписи: Председатель банка Горовиц, председатель Консультативного совета Невенцель Дизайн: Братья Шамир и Яков Цим | 15.10.1959 | 31.03.1984 |
|             | 10 лир   | 150×82       | Фиолетовый     | Аверс: Химик на фоне лаборатории; текст «10 израильских лир» и «Банк Израиля» на иврите. Реверс: Отрывок из Книги пророка Исайи, Кумранские рукописи, текст «Банк Израиля» на иврите, английском и арабском языках. Цвет нумерации: Чёрный. Красный (с января 1967), синий (с апреля 1967), коричневый (с сентября 1969). Водяные знаки: Лицо химика. Защита от подделки: Нить в левой части банкноты. Подписи: Председатель банка Горовиц, председатель Консультативного совета Невенцель. Дизайн: Братья Шамир и Яков Цим. Примечание: В 1966 году защитная нить была перенесена в центр банкноты и был добавлен текст «Сион Иерусалим» кодом Морзе. | 15.10.1959 | 31.03.1984 |
|             | 50 лир   | 178×93       | Коричневый     | Аверс: Молодые пионеры-первопроходцы на фоне сельскохозяйственного поселения в Негеве; текст «50 израильских лир» и «Банк Израиля» на иврите. Реверс: Мозаика с изображением меноры из древней синагоги в Нирим, текст «Банк Израиля» на иврите, английском и арабском языках. Цвет нумерации: Чёрный. Красный (с февраля 1965), синий (с декабря 1966), зелёный (с мая 1967), коричневый (с сентября 1969). Водяные знаки: Лица пионеров-первопроходцев. Защита от подделки: Нить в левой части банкноты. Подписи: Председатель банка Горовиц, председатель Консультативного совета Невенцель Дизайн: Братья Шамир и Яков Цим Примечание: В 1966 году защитная нить была перенесена в центр банкноты и был добавлен текст «Народ Израиля жив» кодом Морзе. | 09.12.1960 | 31.03.1984 |

### Израильская лира. Третий выпуск (1969)
Когда возникла необходимость в банкнотах номиналом более 50 лир, в феврале 1969 года была выпущена банкнота достоинством 100 лир с изображением Теодора Герцля. Так было положено начало выпуску новой серии банкнот с портретами выдающихся личностей из истории еврейского народа. Разрабатывали дизайн зарубежные художники-графики. Серия отпечатана в 1968 году, а вошла в обращение в 1969—72 годах.
| Изображение | Номинал | Размеры (мм) | Основные цвета    | Дизайн | Выпущена   | Изъята     |
| ----------- | ------- | ------------ | ----------------- | --- | ---------- | ---------- |
|             | 5 лир   | 150×75       | Светло-голубой    | Аверс: Портрет Альберта Эйнштейна; текст «5 израильских лир» и «Банк Израиля» на иврите. Реверс: Здание ядерного исследовательского центра «На́халь Соре́к», текст «Банк Израиля» на иврите, английском и арабском языках. Цвет нумерации: Чёрный. Красный (с марта 1974) Водяные знаки: Профиль Альберта Эйнштейна. Защита от подделки: Нить в левой части банкноты. Подписи: Председатель банка Горовиц, председатель Консультативного совета Хорин Дизайн: Профессор Масино Бесси, Италия, и Сэм Герц, Голландия | 13.01.1972 | 31.03.1984 |
|             | 10 лир  | 160×82       | Желтовато-бежевый | Аверс: Портрет Хаима Нахмана Бялика; текст «10 израильских лир» и «Банк Израиля» на иврите. Реверс: Дом Хаима Нахмана Бялика в Тель-Авиве, текст «Банк Израиля» на иврите, английском и арабском языках. Цвет нумерации: Чёрный и синий. Зелёный (с марта 1974) Водяные знаки: Профиль Хаима Нахмана Бялика. Защита от подделки: Нить в левой части банкноты. Подписи: Председатель банка Горовиц, председатель Консультативного совета Хорин Дизайн: Профессор Масино Бесси, Италия, и Сэм Герц, Голландия | 06.08.1970 | 31.03.1984 |
|             | 50 лир  | 170×85       | Коричнево-красный | Аверс: Портрет Хаима Вейцмана; текст «50 израильских лир» и «Банк Израиля» на иврите. Реверс: Здание Кнессета в Иерусалиме, текст «Банк Израиля» на иврите, английском и арабском языках. Цвет нумерации: Чёрный. Голубой (с октября 1976). Водяные знаки: Профиль Хаима Вейцмана. Защита от подделки: Нить в левой части банкноты. Подписи: Председатель банка Горовиц, председатель Консультативного совета Хорин Дизайн: Профессор Масино Бесси, Италия, и Сэм Герц, Голландия | 13.01.1972 | 31.03.1984 |
|             | 100 лир | 180×90       | Синий             | Аверс: Портрет Теодора Герцля; текст «100 израильских лир» и «Банк Израиля» на иврите. Реверс: Герб Израиля в окружении эмблем двенадцати колен Израилевых, текст «Банк Израиля» на иврите, английском и арабском языках. Цвет нумерации: Чёрный. Коричневый (с марта 1974) Водяные знаки: Профиль Теодора Герцля. Защита от подделки: Нить в левой части банкноты. Подписи: Председатель банка Горовиц, председатель Консультативного совета Хорин Дизайн: Профессор Масино Бесси, Италия, и Х. Бард, Великобритания Примечание: В серии банкнот с красной нумерацией профиль Герцля на водяном знаке иной, у части банкнот с чёрной нумерацией отсутствует буква рядом с номером, а защитная нить перенесена в правую часть. | 27.02.1969 | 31.03.1984 |

### Израильская лира. Четвёртый выпуск (1975)
Чтобы сэкономить на себестоимости продукции и позволить автоматическую сортировку банкнот, Банк Израиля выпустил новую серию банкнот со стандартной шириной 76 мм. Аверсы этих банкнот также несли портреты выдающихся личностей, в то время как мотивом, выбранным для реверса, стали ворота Старого города Иерусалима.
Нововведением стала печать специальных выпуклых знаков для того, чтобы слепые могли определять достоинство банкнот. В этой серии, которая была введена в обращение в 1975—78 годах, впервые была выпущена банкнота достоинством в 500 лир.
На задней стороне банкнот невидимыми красками нанесены цифры двоичным кодом, с целью автоматической обработки и борьбы с подделками.
В этой серии тексты на арабском языке выполнил каллиграф Юсуф Вахба.
| Изображение | Номинал | Размеры (мм) | Основные цвета | Дизайн | Выпущена   | Изъята     |
| ----------- | ------- | ------------ | -------------- | --- | ---------- | ---------- |
|             | 5 лир   | 128×76       | Коричневый     | Аверс: Генриетта Сольд на фоне здания больницы Хадасса Хар ха-Цофим на горе Скопус в Иерусалиме; текст «5 израильских лир» и «Банк Израиля» на иврите. Реверс: Львиные ворота Старого города Иерусалима, текст «Банк Израиля» на иврите, английском и арабском языках. Цвет нумерации: Чёрный. Водяные знаки: Профиль Генриетты Сольд. Знаки для слепых: Три круга с выпуклыми полосками в левой нижней части банкноты. Подписи: Председатель банка Моше Санбар, председатель Консультативного совета Давид Горовиц Дизайн: Пауль Кор, Адриан Сенгер.                                               | 11.03.1976 | 31.03.1984 |
|             | 10 лир  | 135×76       | Фиолетовый     | Аверс: Портрет Мозеса Монтефиоре на фоне первого еврейского квартала вне стен Старого города Иерусалима — «Мишкенот-Шаананим» в Иерусалиме; текст «10 израильских лир» и «Банк Израиля» на иврите. Реверс: Яффские ворота Старого города Иерусалима, текст «Банк Израиля» на иврите, английском и арабском языках. Цвет нумерации: Чёрный. Водяные знаки: Профиль Мозеса Монтефиоре. Знаки для слепых: Два круга с выпуклыми полосками в левой нижней части банкноты. Подписи: Председатель банка Моше Санбар, председатель Консультативного совета Давид Горовиц Дизайн: Пауль Кор, Адриан Сенгер. | 30.01.1975 | 31.03.1984 |
|             | 50 лир  | 141×76       | Зелёный        | Аверс: Портрет Хаима Вейцмана на фоне здания библиотеки научно-исследовательского института в Реховоте; текст «50 израильских лир» и «Банк Израиля» на иврите. Реверс: Дамасские ворота Старого города Иерусалима, текст «Банк Израиля» на иврите, английском и арабском языках. Цвет нумерации: Чёрный. Водяные знаки: Профиль Хаима Вейцмана. Знаки для слепых: Один круг с выпуклыми полосками в левой нижней части банкноты. Подписи: Председатель банка Моше Санбар, председатель Консультативного совета Давид Горовиц Дизайн: Пауль Кор, Адриан Сенгер.                                      | 26.01.1978 | 31.03.1984 |
|             | 100 лир | 147×76       | Синий          | Аверс: Портрет Теодора Герцля на фоне строения на входе в мемориальный комплекс «Гора Герцля» в Иерусалиме; текст «100 израильских лир» и «Банк Израиля» на иврите. Реверс: Сионские ворота Старого города Иерусалима, текст «Банк Израиля» на иврите, английском и арабском языках. Цвет нумерации: Чёрный. Водяные знаки: Профиль Теодора Герцля. Знаки для слепых: Отсутствуют. Подписи: Председатель банка Моше Санбар, председатель Консультативного совета Давид Горовиц Дизайн: Пауль Кор, Адриан Сенгер.                                                                                    | 14.03.1975 | 31.03.1984 |
|             | 500 лир | 153×76       | Беж            | Аверс: Портрет Давида Бен-Гуриона на фоне здания библиотеки кибуца Сде-Бокер в пустыне Негев; текст «500 израильских лир» и «Банк Израиля» на иврите. Реверс: Золотые ворота Старого города Иерусалима, текст «Банк Израиля» на иврите, английском и арабском языках. Цвет нумерации: Чёрный. Водяные знаки: Профиль Давида Бен-Гуриона. Знаки для слепых: Овал с выпуклыми полосками в левой нижней части банкноты. Подписи: Председатель банка Моше Санбар, председатель Консультативного совета Давид Горовиц Дизайн: Художники-графики из Голландии                                             | 26.05.1977 | 31.03.1984 |

### Шекель(1980)
Ещё 4 июня 1969 года на заседании Кнессета был принят закон, по которому израильская валюта должна именоваться «шекель». Однако практической ценности этот закон не имел, поскольку в нём было прописано, что переход с лир на шекели будет произведён по указу министра финансов в момент, который покажется ему подходящим.
В ноябре 1977 года представитель Банка Израиля при правительстве Арнон Гафни посоветовал ратифицировать закон от 1969 года и выпустить новую валюту — шекель. В мае 1978 года проект утвердили премьер-министр Израиля Менахем Бегин и министр финансов Симха Эрлих. План замены денежных знаков готовился в тайне и был обнародован только 22 февраля 1980 года, когда началась кампания смены дензнаков.
Внешний вид банкнот остался прежним, изменились только названия и количество нулей в номиналах.
Это была самая крупная серия банкнот в истории государства Израиль. Первоначально было четыре банкноты достоинствами 1, 5,10 и 50 шекелей, но из-за галопирующей инфляции в период с 1981 по 1985 год были добавлены ещё пять номиналов — 100, 500, 1000, 5000 и 10 000 шекелей.
В целях унификации, начиная с банкноты достоинством 500 шекелей, все дензнаки выпускались стандартного размера 138×76 мм.
| Изображение | Номинал        | Размеры (мм) | Основные цвета      | Дизайн | Выпущена   | Изъята     |
| ----------- | -------------- | ------------ | ------------------- | --- | ---------- | ---------- |
|             | 1 шекель       | 135×76       | Фиолетовый          | Аверс: Портрет Мозеса Монтефиоре на фоне первого еврейского квартала вне стен Старого города Иерусалима — «Мишкено́т-Шаанани́м» в Иерусалиме; текст «1 шекель» и «Банк Израиля» на иврите. Реверс: Яффские ворота Старого города Иерусалима, текст «Банк Израиля» на иврите, английском и арабском языках. Цвет нумерации: Чёрный. Водяные знаки: Профиль Мозеса Монтефиоре. Знаки для слепых: Два круга с выпуклыми полосками в левой нижней части банкноты. Подписи: Председатель банка Арнон Гафни, председатель Консультативного совета Давид Горовиц Дизайн: Пауль Кор, Адриан Сенгер. | 24.02.1980 | 04.09.1986 |
|             | 5 шекелей      | 141×76       | Зелёный             | Аверс: Портрет Хаима Вейцмана на фоне здания библиотеки научно-исследовательского института в Реховоте; текст «5 шекелей» и «Банк Израиля» на иврите. Реверс: Дамасские ворота Старого города Иерусалима, текст «Банк Израиля» на иврите, английском и арабском языках. Цвет нумерации: Чёрный. Водяные знаки: Профиль Хаима Вейцмана. Знаки для слепых: Один круг с выпуклыми полосками в левой нижней части банкноты. Подписи: Председатель банка Арнон Гафни, председатель Консультативного совета Давид Горовиц Дизайн: Пауль Кор, Адриан Сенгер. | 24.02.1980 | 04.09.1986 |
|             | 10 шекелей     | 147×76       | Синий               | Аверс: Портрет Теодора Герцля на фоне строения на входе в мемориальный комплекс «Гора Герцля» в Иерусалиме; текст «10 шекелей» и «Банк Израиля» на иврите. Реверс: Сионские ворота Старого города Иерусалима, текст «Банк Израиля» на иврите, английском и арабском языках. Цвет нумерации: Чёрный. Водяные знаки: Профиль Теодора Герцля. Знаки для слепых: Отсутствуют. Подписи: Председатель банка Арнон Гафни, председатель Консультативного совета Давид Горовиц Дизайн: Пауль Кор, Адриан Сенгер. | 24.02.1980 | 04.09.1986 |
|             | 50 шекелей     | 153×76       | Бежевый             | Аверс: Портрет Давида Бен-Гуриона на фоне здания библиотеки кибуца Сде-Бокер в пустыне Негев; текст «50 шекелей» и «Банк Израиля» на иврите. Реверс: Золотые ворота Старого города Иерусалима, текст «Банк Израиля» на иврите, английском и арабском языках. Цвет нумерации: Чёрный. Водяные знаки: Профиль Давида Бен-Гуриона. Знаки для слепых: Овал с выпуклыми полосками в левой нижней части банкноты. Подписи: Председатель банка Арнон Гафни, председатель Консультативного совета Давид Горовиц Дизайн: Пауль Кор, Адриан Сенгер. | 24.02.1980 | 04.09.1986 |
|             | 100 шекелей    | 159×76       | Оранжево-коричневый | Аверс: Портрет Зеэва Жаботинского на фоне здания «Шуни» в Биньямине; текст «100 шекелей» и «Банк Израиля» на иврите. Реверс: Ворота Ирода Старого города Иерусалима, текст «Банк Израиля» на иврите, английском и арабском языках. Слово «Иерусалим» микротекстом на иврите. Цвет нумерации: Чёрный. Водяные знаки: Профиль Зеэва Жаботинского. Защита от подделки: Металлическая нить на левой стороне банкноты. При просмотре банкноты на просвет средний нуль в цифре «100» в верхнем левом углу аверса сливается с соответствующим нулём цифры «100» в верхнем правом углу реверса. Знаки для слепых: Горизонтальные длинные и короткие выпуклые полоски в левой нижней части банкноты. Подписи: Председатель банка Арнон Гафни, председатель Консультативного совета Марк Мосевич. Дизайн: Художники-графики из Дании. Примечание: Специальный выпуск данной банкноты имеет два коричневых квадрата рядом с цифрами нумерации. | 11.12.1980 | 04.09.1986 |
|             | 500 шекелей    | 138×76       | Красный             | Аверс: Портрет Эдмона де Ротшильда на фоне группы сельских работников; текст «500 шекелей» и «Банк Израиля» на иврите. Реверс: Виноградная гроздь, текст «Банк Израиля» на иврите, английском и арабском языках. Названия 44-х поселений в Земли Израильской в две строки микротекстом, на иврите. Цвет нумерации: Чёрный. Водяные знаки: Портрет Эдмона де Ротшильда. Защита от подделки: Металлическая нить в середине банкноты. При просмотре банкноты на просвет четыре ромба на аверсе сливаются с двумя ромбами на реверсе так, что можно видеть шестиугольную гексаграмму — Звезду Давида. Знаки для слепых: Маленький выпуклый круг в правой нижней части банкноты. Подписи: Председатель банка Моше Мандельбаум, председатель Консультативного совета Баркай Хаим. Дизайн: Цви Наркис | 01.12.1982 | 04.09.1986 |
|             | 1000 шекелей   | 138×76       | Зелёный             | Аверс: Портрет Рамбама на фоне его рукописи Мишне Тора — первого полного кодекса еврейского закона; текст «1000 шекелей» и «Банк Израиля» на иврите. Реверс: Стилизованный вид города Тверии, где похоронен Рамбам, древняя менора, вырезанная на камне; текст «Банк Израиля» на иврите, английском и арабском языках. Цвет нумерации: Чёрный. Водяные знаки: Портрет Рамбама. Защита от подделки: Металлическая нить в середине банкноты. При просмотре банкноты на просвет треугольник на аверсе сливается с треугольником на реверсе так, что можно видеть шестиугольную гексаграмму — Звезду Давида. Знаки для слепых: Маленький выпуклый треугольник в правой нижней части банкноты. Подписи: Председатель банка Моше Мандельбаум, председатель Консультативного совета Авраам Шапира. Дизайн: Цви Наркис, при содействии Ари Глейзера Примечание: В некоторой части выпуска при печати вкралась ошибка: вместо слова «Харав» («הרב») напечатано «Рарав» («ררב»).                                                                                      | 17.11.1983 | 04.09.1986 |
|             | 5000 шекелей   | 138×76       | Синий               | Аверс: Портрет Леви Эшколя на фоне объединённого Иерусалима; текст «5000 шекелей» и «Банк Израиля» на иврите. Реверс: Стилизованное изображение всеизраильского водопровода на фоне вида безводных и пахотных земель; текст «Банк Израиля» на иврите, английском и арабском языках. Цвет нумерации: Чёрный. Водяные знаки: Портрет Леви Эшколя. Защита от подделки: Металлическая нить в середине банкноты. При просмотре банкноты на просвет геометрическая фигура на аверсе сливается с геометрической фигурой на реверсе так, что можно видеть шестиугольную гексаграмму — Звезду Давида. Знаки для слепых: Выпуклый квадрат в правой верхней части банкноты. Подписи: Председатель банка Моше Мандельбаум, председатель Консультативного совета Авраам Шапира. Дизайн: Яаков Цим | 09.08.1984 | 04.09.1986 |
|             | 10 000 шекелей | 138×76       | Оранжево-жёлтый     | Аверс: Портрет Голды Меир, символическое изображение древа, ветви которого переплелись в виде шестиконечной Звезды Давида на фоне меноры — герба Израиля; текст «10 000 шекелей» и «Банк Израиля» на иврите. Микротекст на иврите: «Отпусти народ мой!» (ивр. שלח את עמי!‎, Шлах эт ами́!) — фраза из Книги Исход, в которой Моисей потребовал у фараона освободить евреев из египетского рабства. Реверс: Репродукция фотографии встречи Голды Меир с москвичами в сентябре 1948 года; текст на иврите «Отпусти народ мой!» и «Банк Израиля» на иврите, английском и арабском языках. Цвет нумерации: Чёрный. Водяные знаки: Портрет Голды Меир. Защита от подделки: Металлическая нить в середине банкноты. При просмотре банкноты на просвет три ветви меноры на аверсе сливаются с четырьмя ветвями меноры на реверсе так, что можно видеть менору-семисвечник. Знаки для слепых: Выпуклый ромб в правой верхней части банкноты. Подписи: Председатель банка Моше Мандельбаум, председатель Консультативного совета Авраам Шапира. Дизайн: Ашер Кальдерон | 27.11.1984 | 04.09.1986 |

### Новый шекель. Первый выпуск (1985)
В сентябре 1985 года для упрощения денежных расчётов, облегчения финансового учёта и выдачи наличных средств была проведена деноминация — переход с шекеля на новый шекель при обменном курсе 1000 : 1. Название «шекель» было сохранено, чтобы не отклоняться от первоначальных намерений законодателя, закреплённых в Законе о валютном регулировании 1969 года. Часть банкнот сохранила старые изображения, на них лишь уменьшено количество нулей. Новая серия включила в себя и новую банкноту достоинством 50 новых шекелей. Позже была выпущена банкнота номиналом в 100 новых шекелей, а в 1986 году, впервые в Израиле, введены в обращение банкноты в 20 и 200 новых шекелей. Новая серия продолжила традицию увековечивания памяти выдающихся персонажей истории еврейского народа. Вышла из обращения 1 июля 2000 года. Обмен на следующую серию шёл до 31 декабря 2010 года.
| Изображение | Номинал           | Размеры (мм) | Основные цвета   | Дизайн | Выпущена   | Изъята     |
| ----------- | ----------------- | ------------ | ---------------- | --- | ---------- | ---------- |
|             | 1 новый шекель    | 138×76       | Зелёный          | Аверс: Портрет Рамбама на фоне его рукописи Мишне Тора — первого полного кодекса еврейского закона; текст «1 новый шекель» и «Банк Израиля» на иврите. Реверс: Стилизованный вид города Тверии, где похоронен Рамбам, древняя менора, вырезанная на камне; текст «Банк Израиля» на иврите, английском и арабском языках. Цвет нумерации: Чёрный. Водяные знаки: Портрет Рамбама. Защита от подделки: Металлическая нить в середине банкноты. При просмотре банкноты на просвет треугольник на аверсе сливается с треугольником на реверсе так, что можно видеть шестиугольную гексаграмму — Звезду Давида. Знаки для слепых: Маленький выпуклый треугольник в правой нижней части банкноты. Подписи: Председатель банка Моше Мандельбаум, председатель Консультативного совета Авраам Шапира. Дизайн: Цви Наркис при участии Арье Глейзера | 08.05.1986 | 01.07.2000 |
|             | 5 новых шекелей   | 138×76       | Синий            | Аверс: Портрет Леви Эшколя на фоне объединённого Иерусалима; текст «5 новых шекелей» и «Банк Израиля» на иврите. Реверс: Стилизованное изображение всеизраильского водопровода на фоне вида безводных и пахотных земель; текст «Банк Израиля» на иврите, английском и арабском языках. Цвет нумерации: Чёрный. Водяные знаки: Портрет Леви Эшколя. Защита от подделки: Металлическая нить в середине банкноты. При просмотре банкноты на просвет геометрическая фигура на аверсе сливается с геометрической фигурой на реверсе так, что можно видеть шестиугольную гексаграмму — Звезду Давида. Знаки для слепых: Выпуклый квадрат в правой верхней части банкноты. Подписи: Председатель банка Моше Мандельбаум (в новых сериях Михаэль Бруно), председатель Консультативного совета Авраам Шапира (в новых сериях Шломо Лоринц). Дизайн: Яаков Цим | 04.09.1985 | 01.07.2000 |
|             | 10 новых шекелей  | 138×76       | Оранжево-жёлтый  | Аверс: Портрет Голды Меир, символическое изображение древа, ветви которого переплелись в виде шестиконечной Звезды Давида на фоне меноры — герба Израиля; текст «10 новых шекелей» и «Банк Израиля» на иврите. Микротекст на иврите: «Отпусти народ мой!» (ивр. שלח את עמי!‎, Шлах эт ами́!) — фраза из Книги Исход, в которой Моисей потребовал у фараона освободить евреев из египетского рабства. Реверс: Репродукция фотографии встречи Голды Меир с москвичами в сентябре 1948 года; текст на иврите «Отпусти народ мой!» и «Банк Израиля» на иврите, английском и арабском языках. Цвет нумерации: Чёрный. Водяные знаки: Портрет Голды Меир. Защита от подделки: Металлическая нить в середине банкноты. При просмотре банкноты на просвет три ветви меноры на аверсе сливаются с четырьмя ветвями меноры на реверсе так, что можно видеть менору-семисвечник. Знаки для слепых: Выпуклый ромб в правой верхней части банкноты. Подписи: Председатель банка Моше Мандельбаум (в новых сериях Михаэль Бруно), председатель Консультативного совета Авраам Шапира (в новых сериях Шломо Лоринц). Дизайн: Ашер Кальдерон | 04.09.1985 | 01.07.2000 |
|             | 20 новых шекелей  | 138×76       | Тёмно-серый      | Аверс: Портрет Моше Шарета на фоне сцены церемонии первого подъёма израильского флага перед зданием ООН 12 мая 1949 года, названия семи книг Моше Шарета микротекстом; текст «20 новых шекелей» и «Банк Израиля» на иврите. Реверс: Фасад здания гимназии «Герцлия», где учился Шарет на фоне стилизованного «маленького» Тель-Авива; текст «Банк Израиля» на иврите, английском и арабском языках. Цвет нумерации: Чёрный. Водяные знаки: Портрет Моше Шарета. Защита от подделки: Металлическая нить в середине банкноты. При просмотре банкноты на просвет шесть маленьких треугольников на аверсе сливается с двумя ромбами и двумя треугольниками на реверсе так, что можно видеть шестиугольную гексаграмму — Звезду Давида. Знаки для слепых: Выпуклый квадрат в ромбе на правой верхней части банкноты. Подписи: Председатель банка Михаэль Бруно, председатель Консультативного совета Шломо Лоринц. Дизайн: Цви Наркис при участии Арье Глейзера | 02.04.1988 | 01.07.2000 |
|             | 50 новых шекелей  | 138×76       | Фиолетовый       | Аверс: Портрет Шмуэля Агнона на фоне книг, автограф Агнона; текст «50 новых шекелей» и «Банк Израиля» на иврите. Реверс: Силуэты зданий Иерусалима и еврейского местечка в восточной части Европы; текст «Банк Израиля» на иврите, английском и арабском языках. Цвет нумерации: Чёрный. Водяные знаки: Портрет Шмуэля Агнона. Защита от подделки: Металлическая нить в середине банкноты. При просмотре банкноты на просвет геометрическая треугольная фигура на аверсе сливается с геометрической треугольной банкнотой на реверсе так, что можно видеть шестиугольную гексаграмму — Звезду Давида. Знаки для слепых: Выпуклый пятиугольник на правой верхней части банкноты. Подписи: Председатель банка Моше Мандельбаум, председатель Консультативного совета Авраам Шапира. Дизайн: Элиезер Вайсхоф | 04.09.1985 | 01.07.2000 |
|             | 100 новых шекелей | 138×76       | Коричневый       | Аверс: Портрет Ицхака Бен-Цви, справа, микротекстом названия его девяти книг, на фоне изображения группы людей, представляющих различные этнические общины в Израиле; текст «100 новых шекелей» и «Банк Израиля» на иврите. Реверс: Вид деревни Пкиин, которую исследовал Бен-Цви, старинная синагога, рожковое дерево, каменная менора; текст «Банк Израиля» на иврите, английском и арабском языках. Цвет нумерации: Чёрный в нижней части банкноты и зелёный в верхней. Водяные знаки: Портрет Ицхака Бен-Цви. Защита от подделки: Металлическая нить в середине банкноты. При просмотре банкноты на просвет треугольник на аверсе сливается с треугольником на реверсе так, что можно видеть шестиугольную гексаграмму — Звезду Давида. Знаки для слепых: полукруг на правой верхней части банкноты. Подписи: Председатель банка Моше Мандельбаум. На банкнотах выпуска 1989 года — Председатель банка Михаэль Бруно, председатель Консультативного совета Шломо Лоринц. Дизайн: Цви Наркис | 19.08.1986 | 01.07.2000 |
|             | 200 новых шекелей | 138×76       | Розово-оранжевый | Аверс: Портрет Залмана Шазара, менора, ветви которой сплетены из цепочек ДНК, символизирующая прогресс науки. На фоне стихотворение Натана Альтермана «Закон об обязательном образовании», написанное в 1949 году; текст «200 новых шекелей» и «Банк Израиля» на иврите. Реверс: Девочка, пишущая в тетради, ивритские буквы; текст «Банк Израиля» на иврите, английском и арабском языках. Цвет нумерации: Чёрный в нижней части банкноты и красный в верхней. Водяные знаки: Портрет Залмана Шазара. Защита от подделки: Металлическая нить в середине банкноты. При просмотре банкноты на просвет восемь треугольников на аверсе сливается с четырьмя треугольниками на реверсе так, что можно видеть шестиугольную гексаграмму — Звезду Давида. Знаки для слепых: Выпуклые геометрические фигуры на обеих сторонах банкноты. Подписи: Председатель банка Михаэль Бруно, председатель Консультативного совета Шломо Лоринц. Дизайн: аверс — Моше Перег, реверс — Дрор Бен-Дов. | 16.02.1992 | 01.07.2000 |

### Новый шекель. Второй выпуск (1998)
По заказу Банка Израиля художники-графики Наоми и Меир Эшель разработали дизайн банкнот новых шекелей второго выпуска в 1998 году. Ввод в обращение банкнот серии начался 3 января 1999 года с выпуска банкнот достоинством 20 и 100 новых шекелей. 31 октября 1999 года в обращение вошли две новые банкноты достоинством 50 и 200 новых шекелей. Защита от подделки для всех банкнот этой серии существенно усилена. Дизайн банкнот вертикальный, все они единого размера 71×138 мм.
Изображённые на банкнотах персоны те же, что и на новых шекелях первой серии «новый шекель». Речь идёт о четырёх выдающихся личностях, сыгравших заметную роль в формировании современного Израиля. Все они родились и выросли на территории Российской империи либо в пределах возникшего позже Советского Союза.
| Изображение | Номинал           | Размеры (мм) | Основные цвета  | Дизайн | Выпущена   | Изъята      |
| ----------- | ----------------- | ------------ | --------------- | --- | ---------- | ----------- |
|             | 20 новых шекелей  | 71×138       | Зелёный         | Аверс: Портрет Моше Шарета, состоящий из многократно повторяющихся букв еврейского алфавита «מ» и «ש», являющихся его инициалами. Портрет помещён на фоне сцены церемонии первого подъёма израильского флага перед зданием ООН 12 мая 1949 года. Над портретом флаг Израиля, развевающийся на флагштоке среди флагов других государств-членов ООН. Слева от портрета текст — выдержка из речи, произнесённой Моше Шаретом по этому поводу в ООН. Частично скрытые знаки: Треугольник в правом нижнем углу. Обозначение номинала: В правом верхнем углу цифрами и текстом на иврите, с добавлением слов: «בנק ישראל» («Банк Израиля») и в нижнем левом углу цифрами золотого цвета. Водяные знаки: Портрет Моше Шарета, под ним круг с буквой «ש» внутри (на банкнотах из пластика выпуска 2008 года круг и буква отсутствуют). Защита от подделки: Металлическая нить в теле банкноты ниже средней линии. Полимерная банкнота имеет ряд дополнительных защитных знаков. Подписи: Управляющий Банком Израиля Стэнли Фишер, председатель Консультативного совета рав Шломо Лоринц. После 2014 года — Управляющий Банком Израиля Карни́т Флуг Знаки для слепых: Две выпуклые вертикальные линии в верхней части банкноты (на банкнотах из пластика выпуска 2008 года отсутствуют). Реверс: В нижней части банкноты изображены добровольцы, вступающие в Еврейскую бригаду. На фоне этого изображения приведён текст выступления Моше Шарета по радио в мае 1944 года после его посещения Еврейской бригады, сражающейся в Италии. В верхней части — сторожевая башня одного из еврейских поселений периода 1936—1939 годов. Частично скрытый текст: Список названий семи книг, написанных Шаретом. Обозначение номинала: Текстом на английском и арабском языках с добавлением слов «Bank of Israel», «بنك إسرائيل» («Банк Израиля»). Цифрами в левом верхнем и нижнем правом углах, большими цифрами полупрозрачной краской в нижней части. Защита от подделки: Квадраты, расположенные треугольником, меняют свой цвет в зависимости от угла рассматривания банкноты. Порядковый номер банкноты светится при облучении его ультрафиолетом. Дизайнеры: Наоми Рознер и Меир Эшель. Примечание: C 13 апреля 2008 года начат выпуск банкноты 20 шекелей из полимера. Ею постепенно заменяются бумажные банкноты этого номинала, которые изымаются из обращения по мере износа. В статье использовано изображение полимерной банкноты 2008 года. Ограниченный выпуск с надпечаткой на реверсе «Шестьдесят лет государству Израиль», на иврите, буквами красного цвета. | 03.01.1999 | В обращении |
|             | 50 новых шекелей  | 71×138       | Сине-фиолетовый | Аверс: Портрет Шмуэля Агнона, состоящий из многократно повторяющихся букв еврейского алфавита «ע» и «ש», являющихся его инициалами. Портрет помещён на фоне рабочего кабинета Агнона, служившего ему также и библиотекой. Отрывок из речи Шмуэля Агнона на церемонии вручения ему Нобелевской премии по литературе в 1966 году. Частично скрытые знаки: Треугольник в правом нижнем углу. Обозначение номинала: В правом верхнем углу цифрами и текстом на иврите, с добавлением слов: «בנק ישראל» («Банк Израиля») и в нижнем левом углу цифрами золотого цвета. Водяные знаки: Портрет Шмуэля Агнона, под ним круг с буквой «ע» внутри. Защита от подделки: Металлическая нить в теле банкноты ниже средней линии. Подписи: Управляющий Банком Израиля профессор Яков Френкель, председатель Консультативного совета рав Шломо Лоринц. Знаки для слепых: Три выпуклые вертикальные линии в верхней части банкноты. Реверс: Изображён рабочий стол Агнона с планшетом для письма, очки и авторучка, список из шестнадцати произведений Агнона. Частично скрытый текст: Список названий семнадцати книг, написанных Шмуэлем Агноном. Обозначение номинала: Текстом на английском и арабском языках с добавлением слов «Bank of Israel», «بنك إسرائيل» («Банк Израиля»). Цифрами в левом верхнем и нижнем правом углах, большими цифрами полупрозрачной краской в нижней части. Защита от подделки: Маленькие треугольники, напечатанные на обеих сторонах банкноты, при просмотре банкноты на просвет складываются в правильный шестиугольник «Щит Давида». Квадраты, расположенные треугольником, меняют свой цвет в зависимости от угла рассматривания банкноты. Порядковый номер банкноты светится при облучении его ультрафиолетом. Дизайнеры: Наоми Рознер и Меир Эшель. | 31.10.1999 | В обращении |
|             | 100 новых шекелей | 71×138       | Коричневый      | Аверс: Портрет Ицхака Бен-Цви, состоящий из многократно повторяющихся букв еврейского алфавита «ב» и «צ», являющихся его инициалами. Портрет помещён на фоне интерьера дома президента. Отрывок из речи Ицхака Бен-Цви перед представителями израильской общины евреев — выходцев из Йемена в 1953 году. Частично скрытые знаки: Треугольник в правом нижнем углу. Обозначение номинала: В правом верхнем углу цифрами и текстом на иврите, с добавлением слов: «בנק ישראל» («Банк Израиля») и в нижнем левом углу цифрами золотого цвета. Водяные знаки: Портрет Ицхака Бен-Цви, а под ним круг с буквой «ב» внутри. Защита от подделки: Металлическая нить в теле банкноты ниже средней линии. Подписи: Управляющий Банком Израиля профессор Яков Френкель, председатель Консультативного совета рав Шломо Лоринц. Знаки для слепых: Одна выпуклая горизонтальная линия в верхней части банкноты. Реверс: Изображён фасад старинной синагоги в городе Пкиине на фоне пкиинского пейзажа. Отрывок из речи Ицхака Бен-Цви на приёме по случаю избрания его Президентом Израиля на второй срок. Частично скрытый текст: Список названий девяти книг, написанных Ицхаком Бен-Цви. Обозначение номинала: Текстом на английском и арабском языках с добавлением слов «Bank of Israel», «بنك إسرائيل» («Банк Израиля»). Цифрами в левом верхнем и нижнем правом углах, большими цифрами полупрозрачной краской в нижней части. Защита от подделки: Маленькие треугольники, напечатанные на обеих сторонах банкноты, при просмотре банкноты на просвет складываются в правильный шестиугольник «Щит Давида». Квадраты, расположенные треугольником, меняют свой цвет в зависимости от угла рассматривания банкноты. Порядковый номер банкноты светится при облучении его ультрафиолетом. Банкнота имеет ряд дополнительных защитных знаков. Дизайнеры: Наоми Рознер и Меир Эшель. | 03.01.1999 | В обращении |
|             | 200 новых шекелей | 71×138       | Красный         | Аверс: Портрет Залмана Шазара, состоящий из многократно повторяющихся букв еврейского алфавита «ז» и «ש», являющихся его инициалами. Портрет помещён на фоне интерьера класса начальной школы. Отрывок из речи Шазара в кнессете по случаю принятия закона о всеобщем обязательном образовании 13 июля 1949 года Частично скрытые знаки: Треугольник в правом нижнем углу. Обозначение номинала: В правом верхнем углу цифрами и текстом на иврите, с добавлением слов: «בנק ישראל» («Банк Израиля») и в нижнем левом углу цифрами золотого цвета. Водяные знаки: Портрет Залмана Шазара, а под ним круг с буквой «ש» внутри. Защита от подделки: Металлическая нить в теле банкноты ниже средней линии. Подписи: В обращении имеются четыре серии банкнот номиналом 200 новых шекелей: - 1999 года за подписью Управляющего Банком Израиля профессора Якова Френкеля и Председателя Консультативного Совета Шломо Лоренца. - 2002 года, за подписью Управляющего Банком Израиля Давида Кляйна и Председателя Консультативного Совета Шломо Лоренца. - 2006 года за подписью Управляющего Банком Израиля Стэнли Фишера и Председателя Консультативного совета Аарона Фогеля. - 2010 года за подписью Управляющего Банком Израиля Стэнли Фишера. Знаки для слепых: Две выпуклые горизонтальные линии в верхней части банкноты. Реверс: Изображена типичная улочка в городе Цфате — духовном центре каббалистов. Отрывок из книги Залмана Шазара «צופייך צפת», увидевшей свет в 1950 году. Частично скрытый текст: Список названий пятнадцати книг, написанных Залманом Шазаром. Обозначение номинала: Текстом на английском и арабском языках с добавлением слов «Bank of Israel», «بنك إسرائيل» («Банк Израиля»). Цифрами в левом верхнем и нижнем правом углах, большими цифрами полупрозрачной краской в нижней части. Защита от подделки: Маленькие треугольники, напечатанные на обеих сторонах банкноты, при просмотре банкноты на просвет складываются в правильный шестиугольник «Щит Давида». Квадраты, расположенные треугольником, меняют свой цвет в зависимости от угла рассматривания банкноты. Порядковый номер банкноты светится при облучении его ультрафиолетом. Дизайнеры: Наоми Рознер и Меир Эшель. | 31.10.1999 | В обращении |

## Подготовка к выпуску новой серии
По утверждению центробанка, участились случаи подделок банкнот. Как оказалось, фальшивомонетчики чаще всего подделывают банкноты достоинством в 50 и 100 шекелей. Причём занимаются этим не только израильтяне, но и террористические организации, которые пытаются тем самым подорвать финансовую систему государства. По мнению экспертов, необходимо периодически менять систему печати и вводить дополнительные средства защиты банкнот. В 2007 году началась подготовка к выпуску новой серии. Предполагалось, что в течение ближайших четырёх лет Банк Израиля заменит нынешнюю серию дензнаков и введёт в оборот банкноты с новыми изображениями. Специальная комиссия должна будет решить, кто удостоится чести быть увековеченным на банкнотах. В качестве кандидатов выдвигались бывший мэр Иерусалима Тедди Колек, поэтесса Наоми Шемер, вратарь израильской сборной Яаков Ходоров и артист Йоси Банай, премьер-министры Ицхак Рабин и Менахем Бегин. Имелось и альтернативное предложение — сменить изображения выдающихся личностей видами израильских городов.
15 мая 2011 года Банк Израиля объявил о начале конкурса на разработку дизайна новых банкнот, которые планируется выпустить в обращение в ближайшие два-три года.
Банкноты нового образца вводятся для усиления защиты израильских дензнаков от подделки. Одновременно с введением новых степеней защиты предложено полностью изменить дизайн банкнот.
Все новые банкноты будут полимерными, как находящиеся сейчас в обороте банкноты достоинством в 20 шекелей. В общей сложности будут напечатаны около 400 миллионов банкнот. Выбор в пользу полимерных банкнот стал доказательством успеха эксперимента с 20-шекелевыми банкнотами. Хотя стоимость выпуска полимерных банкнот в полтора раза дороже выпуска бумажных, расходы на выпуск резко сократились благодаря большей продолжительности их жизни.
Решено провести полную «деполитизацию» шекелевых банкнот: вместо государственных деятелей на новых банкнотах появятся портреты поэтов, сыгравших существенную роль в восстановлении языка иврит и в становлении современной израильской культуры. Такое решение было принято специальной комиссией под началом главы Банка Израиля профессора Стенли Фишера.

Премьер-министр Биньямин Нетаньяху отметил: 
Мы часто изучаем историю нашего государства через войны и политические события, и это, несомненно, важно. Однако, не менее важно изучать историю нашей литературы и искусства. Я надеюсь, что это поспособствует израильскому обществу ближе ознакомится с творчеством данных поэтов в частности, и с израильской поэзией и с литературой в общем.
Две новые банкноты в 50 и 200 шекелей будут отпечатаны во второй половине 2013 года. А банкноты в 20 и 100 шекелей напечатают в начале 2014 года. Двадцатишекелевые красные банкноты украсит портрет поэтессы Рахели Блувштейн, с 50-шекелевых зелёных банкнот будет смотреть Шауль Черниховский, со 100-шекелевых, коричневых — Лея Гольдберг, а 200-шекелевая синяя банкнота будет нести на себе лик Натана Альтермана.

### Новый шекель. Третий выпуск (2013)
28 апреля 2013 года на своём заседании правительство Израиля утвердило эмиссию новых банкнот. Старые банкноты выводятся из обращения постепенно. Первыми из новой серии вышли в обращение банкноты достоинством в 50 и 200 шекелей, в 2017 году — 20 и 100 шекелей.
Новая 50-шекелевая банкнота зелёного цвета, на ней изображён поэт Шауль Черниховский (1875—1943).
На голубой банкноте достоинством 200 шекелей — портрет Натана Альтермана (1910—1970). Новые банкноты с портретами израильских поэтов заменяют старые, на которых изображены писатель Шай Агнон и третий президент Израиля Залман Шазар.
На 20-шекелевой банкноте — портрет Рахели Блувштейн, 100-шекелевой — поэтессы Леи Гольдберг.
Речь идёт о четырёх выдающихся личностях, сыгравших серьёзную роль в формировании современной ивритоязычной культуры. Все они родились и выросли на территории Российской империи либо в пределах возникшего позже Советского Союза. Таким образом, в новой серии банкнот четыре выдающихся деятеля культуры «русского» происхождения заменят четырёх других знаменитых уроженцев Российской империи, оставивших заметный след в истории Государства Израиль.
Один из лидеров партии ШАС Арье Дери раскритиковал новые банкноты, заявив на своей странице в Фейсбуке, что, к его сожалению, на новых банкнотах не нашлось места ни одному поэту-сефарду. На заседании правительства Биньямин Нетаньяху счёл критику справедливой и пообещал, что в следующий раз будет верным отпечатать банкноту с портретом поэта сефардского происхождения — например, Иехуды Галеви. Следующая эмиссия состоится не ранее, чем через 10 лет. Дискуссия по данному поводу вызывала широкий резонанс в израильских СМИ.
Из-за строгих требований к уровню безопасности банкнот имеющееся в банках счётное оборудование оказалось неподготовленным к качественной обработке больших денежных масс нового выпуска. В августе 2013 года Банк Израиля решил отложить на несколько месяцев эмиссию новых банкнот. За это время производители должны были подготовить необходимое количество усовершенствованного счётного и сортировочного оборудования для банков.
2 марта 2014 года Банк Израиля предоставил для всеобщего обозрения окончательный вариант дизайна новой банкноты достоинством 50 новых шекелей. Банкноты снабжены дополнительными защитными средствами в виде сложных для подделки красочных и металлизированых надпечаток. Выпуск в обращение банкноты этого номинала начался 16 сентября 2014 года. Для удобства населения Банк Израиля создал специальный сайт для ознакомления с новыми банкнотами. Информация на сайте доступна на четырёх языках: иврите, английском, арабском и русском.
| Изображение                                   | Номинал                                 | Размеры (мм) | Основные цвета | Дизайн | Выпущена   | Изъята      |
| --------------------------------------------- | --------------------------------------- | ------------ | -------------- | --- | ---------- | ----------- |
|                                               | 20 новых шекелей                        | 129×71       | Красный        | Аверс: Портрет поэтессы Рахели Блувштейн на фоне пальмовых ветвей Микротекст: стихотворение «Кинерет». Знаки для слепых: В верхней части банкноты выпуклые полосы, выполненные прозрачной краской, но хорошо различимые на ощупь. Реверс: вид побережья Тивериадского озера; фрагмент стихотворения «Может быть». | 23.11.2017 | В обращении |
| ·                                             | 50 новых шекелей                        | 150×71       | Зелёный        | Аверс: Портрет поэта Шауля Черниховского. Портрет помещён на фоне плодов и ветвей цитрусового дерева как иллюстрация строки стихотворения «…весенний запах садов цитрусовых…» Текст на иврите вдоль обреза банкноты: «Шауль Черниховский» и годы жизни по григорианскому и еврейскому календарям. Микротекст: Цитаты из стихотворений Шауля Черниховского «Кредо» и «Моя страна, моя родина». Обозначение номинала: В правом верхнем углу цифрами; в нижней части цифрами, с добавлением слов: «בנק ישראל» («Банк Израиля») и «שקלים חדשים» («Новых шекелей»). Подпись: Управляющий Банком Израиля Стэнли Фишер (в предварительной версии), Карнит Флуг (в окончательной версии). Год выпуска по григорианскому и еврейскому календарям. Знаки для слепых: В верхней части банкноты выпуклые полосы, выполненные прозрачной краской, но хорошо различимые на ощупь. Реверс: Изображение коринфского ордера, символизирующего замечательные переводы древнегреческих литературных произведений, выполненные Черниховским. Цитата из стихотоврения «Я верю». Обозначение номинала: Текстом на английском и арабском языках с добавлением слов «Bank of Israel», «بنك إسرائيل» («Банк Израиля»). Цифрами в левом верхнем углу и нижней части банкноты справа, с добавлением слов на английском «New Shekels». Дизайнер: Оснат Эшель. Окончательная версия: Отличается целым рядом дополнительных защитных элементов, внесённых дизайнерами по требованию комиссии по выпуску банкнот. | 16.09.2014 | В обращении |
|                                               | 100 новых шекелей                       | 143×71       | Оранжевый      | Аверс: Портрет поэтессы Леи Гольдберг на фоне цветущего миндаля. Микротекст: стихотворение «В стране моей любви цветет миндаль». Знаки для слепых: В верхней части банкноты выпуклые полосы, выполненные прозрачной краской, но хорошо различимые на ощупь. Реверс: изображение самок косули; отрывок стихотворения «Белые дни». | 23.11.2017 | В обращении |
| Предварительная версия · Окончательная версия | 200 новых шекелей                       | 150×71       | Синий          | Аверс: Портрет Натана Альтермана на фоне осенних листьев как символа поэтической лирики. Текст на иврите вдоль обреза банкноты: «Натан Альтерман» и годы жизни по григорианскому и еврейскому календарям. Микротекст: Стихотворения Натана Альтермана «Встреча без конца» и «Утренняя песня». Обозначение номинала: В правом верхнем углу цифрами; в нижней части цифрами, с добавлением слов: «בנק ישראל» («Банк Израиля») и «שקלים חדשים» («Новых шекелей»). Подпись: Управляющий Банком Израиля Стэнли Фишер(в предварительной версии), Карнит Флуг (в окончательной версии). Год выпуска по григорианскому и еврейскому календарям. Знаки для слепых: В верхней части банкноты выпуклые полосы, выполненные прозрачной краской, но хорошо различимые на ощупь. Реверс: Флористические мотивы в лунном свете. Цитата из стихотворений Натана Альтермана «Встреча без конца». Обозначение номинала: Текстом на английском и арабском языках с добавлением слов «Bank of Israel», «بنك إسرائيل» («Банк Израиля»). Цифрами в левом верхнем углу и нижней части банкноты справа, с добавлением слов на английском «New Shekels». Дизайнер: Оснат Эшель. Окончательная версия: Отличается целым рядом дополнительных защитных элементов, внесённых дизайнерами по требованию комиссии по выпуску банкнот. | 23.12.2015 | В обращении |
| Внешние видеофайлы                            |                                         |              |                | |            |             |
| Банк Израиля                                  |                                         |              |                | |            |             |
|                                               | Новая банкнота достоинством 50 шекелей. |              |                | |            |             |
|                                               | Защита от подделки 1.                   |              |                | |            |             |
|                                               | Защита от подделки 2.                   |              |                | |            |             |

Банк Израиля не стал пускать в оборот новые банкноты достоинством в 50 и 200 шекелей, на которых стоит подпись бывшего председателя центробанка Стэнли Фишера. Эти банкноты были отпечатаны ещё тогда, когда Фишер не сообщил о своём намерении досрочно покинуть свой пост (его второй срок на посту председателя центробанка должен был завершиться в 2015 году). Банкнот с подписью Фишера было выпущено около 10 тысяч единиц. Их печатали для калибровки аппаратуры, тестирования и так далее. Те банкноты, которые остались в распоряжении настройщиков принимающих банкноты автоматов, стали редкостью и предметом охоты со стороны коллекционеров. В оборот запущены 50 миллионов банкнот достоинством в 50 шекелей с подписью нового председателя Банка Израиля — Карнит Флуг.
Новая банкнота достоинством 200 шекелей выпущена в обращение с 23 декабря 2015 года.

## Дополнительные сведения
Международный код израильского шекеля в стандарте ISO 4217 — ILS (IL — код Израиля в стандарте ISO 3166-1; S — первая буква в слове шекель, англ. Sheqel). Аббревиатура, принятая для обозначения национальной валюты внутри Израиля, — NIS (от англ. New Israeli Sheqel — новый израильский шекель).
Банк Израиля считает, что «новый шекель» уже давно не новый, так как прошло почти 30 лет со времени его появления, и поэтому можно изменить название национальной валюты. Специалисты склоняются к новому названию «ше́кель исраэли́» («израильский шекель»). Возможно, что изменение приурочат к выпуску банкнот новой серии.
На конец 2012 года банкноты составляют 97 % от общей суммы денег, находящихся в обращении в Израиле (53,1 миллиарда новых шекелей), в то время как монеты составляли 3 % (1,7 миллиарда).
В 2014 году в обороте находилось 36 миллионов банкнот достоинством 20 шекелей, 54 миллиона банкнот достоинством 50 шекелей, 152 миллиона банкнот достоинством 100 шекелей и 213 миллионов банкнот 200 шекелей.

## Соотношения денежных единиц
| Дата                   | Соотношение                                                                     |
| ---------------------- | ------------------------------------------------------------------------------- |
| С 17 августа 1948 года | 1 лира Земли Израильской = 1000 милей                                           |
| С 24 декабря 1948 года | 1 израильская лира = 1000 прут                                                  |
| С 1 января 1960 года   | 1 израильская лира = 100 агор                                                   |
| С 24 февраля 1980 года | 1 шекель = 10 израильских лир 1 шекель = 100 новых агор 1 новая агора = 10 агор |
| С 4 сентября 1985 года | 1 новый шекель = 100 агор 1 новый шекель = 1000 шекелей 1 агора = 10 шекелей    |